# Edward Maufe
Edward Brantwood Maufe, (12 décembre 1882 - 12 décembre 1974) est un architecte et designer britannique. Il a construit des maisons privées ainsi que des bâtiments commerciaux et institutionnels, et on se souvient principalement de son travail sur les lieux de culte et les mémoriaux. Ses bâtiments les plus connus sont peut-être la cathédrale de Guildford et l'Air Forces Memorial. Il reçoit la Royal Gold Medal pour l'architecture en 1944 et, en 1954, est fait chevalier pour services rendus à l'Imperial War Graves Commission, à laquelle il est associé de 1943 jusqu'à sa mort.

## Biographie

### Jeunesse et carrière
Maufe est né Edward Muff à Sunny Bank, Ilkley, Yorkshire, le 12 décembre 1882. Il est le deuxième de trois enfants et le plus jeune fils de Henry Muff et Maude Alice Muff née Smithies. Henry Muff est un drapier en lin qui est copropriétaire de Brown Muff & Co, un grand magasin à Bradford, "le Harrods du Nord". Il est le neveu de Titus Salt (en), le fondateur de Saltaire. Maufe commence ses études à la Wharfedale School à Ilkley, puis à la Bradford School.

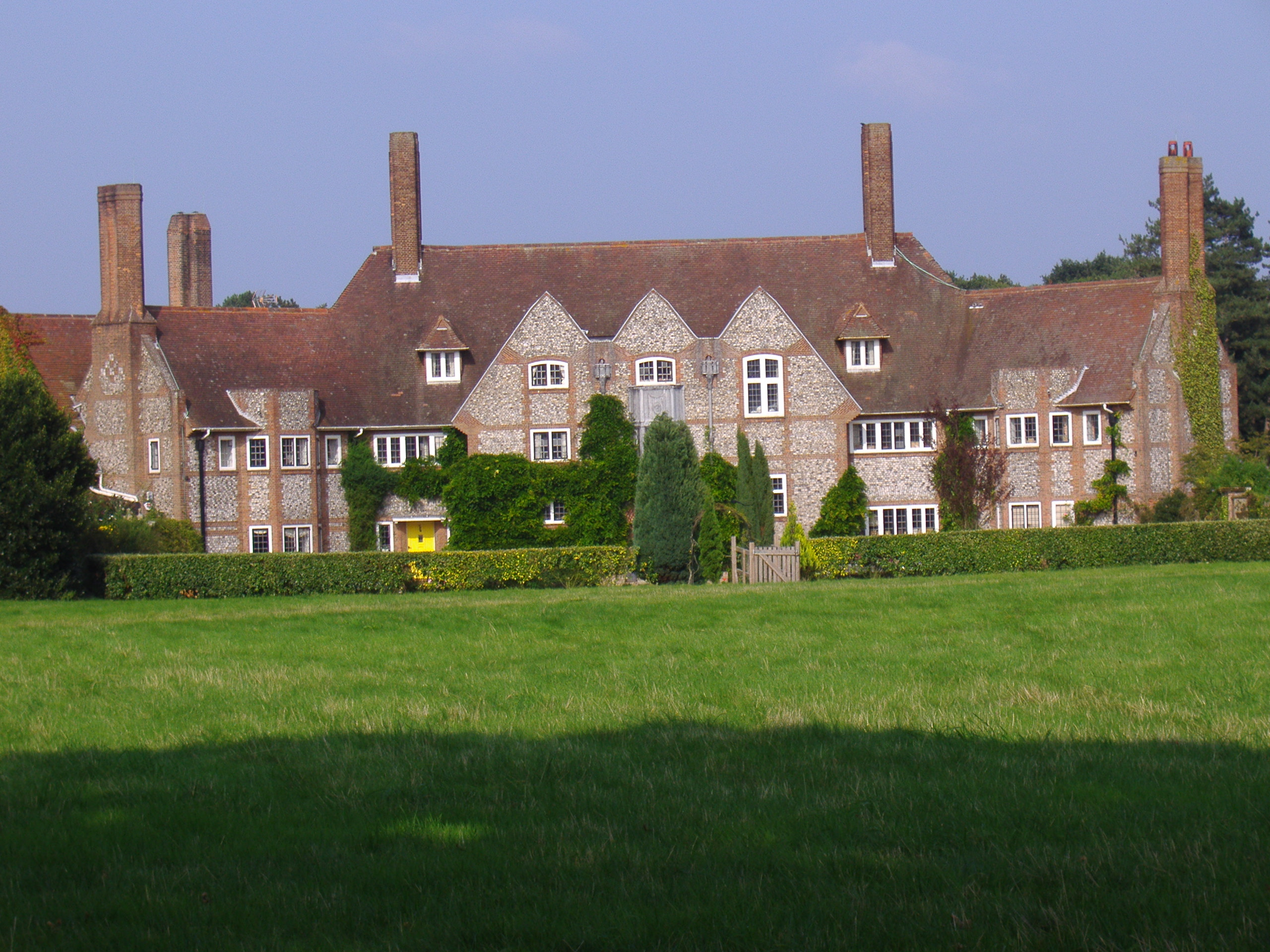
Premier travail de Maufe : Kelling Hall, Norfolk

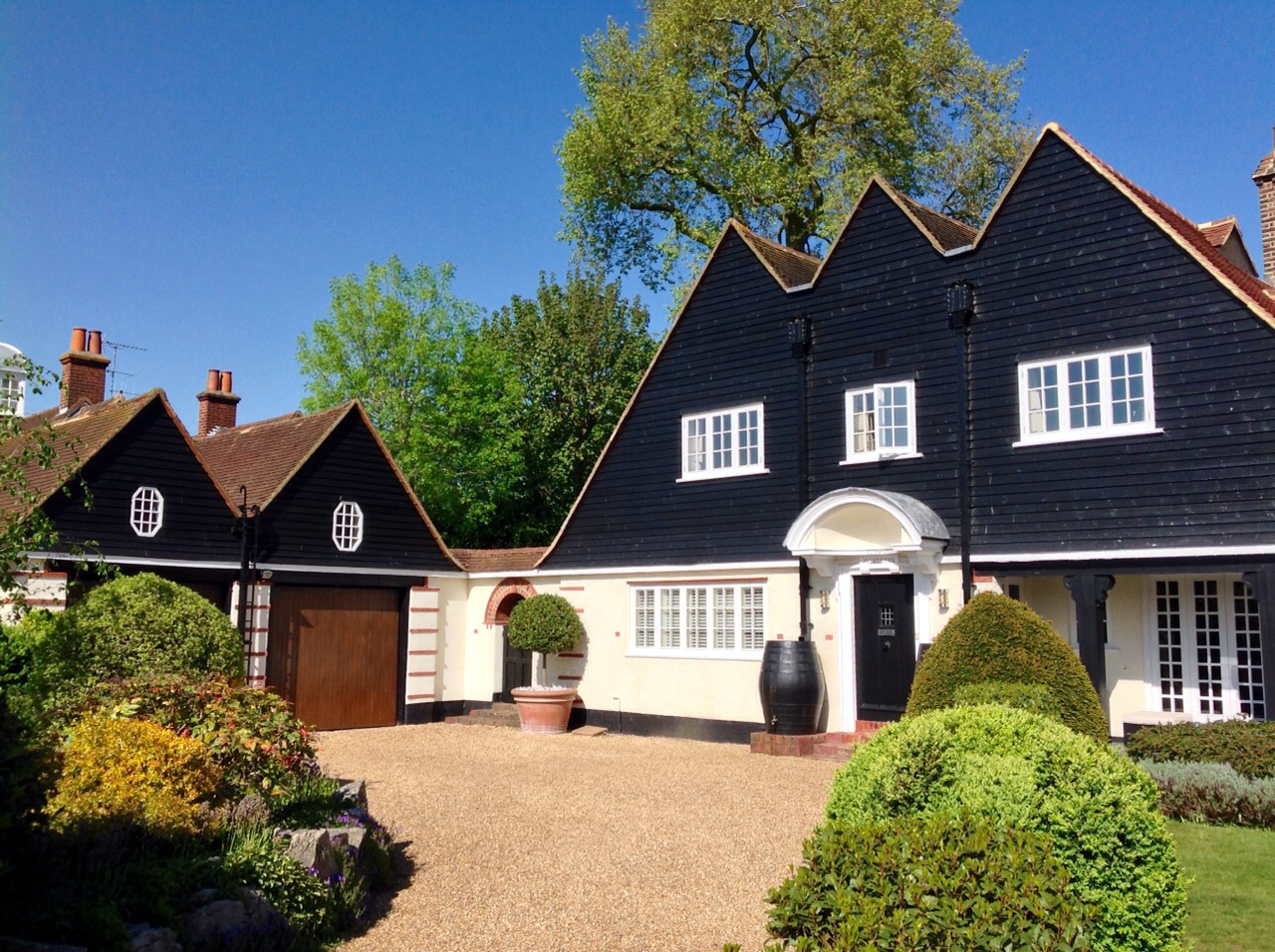
La grange, Laleham conçue par Edward Maufe en 1909

Durant son adolescence, Maufe s'intéresse à l'architecture. En 1899, il est envoyé à Londres pour effectuer un apprentissage de cinq ans sous la direction de l'architecte William A. Pite, frère d'Arthur Beresford Pite (en). Peu de temps après, la famille Muff déménage du Yorkshire à Red House à Bexleyheath. La maison est conçue par Philip Webb pour William Morris ; Maufe reconnait plus tard la conception comme une influence architecturale précoce. Après avoir terminé son apprentissage en 1904, Maufe fréquente le St John's College d'Oxford, où, en 1908, il obtient un BA et étudie également le design à l'Architectural Association School of Architecture.
En 1909, le nom de famille Muff est changé en Maufe par Henry et ses frères, Charles et Frederick, "désireux de revenir à l'ancienne forme de notre nom de famille". L'année suivante, Maufe, alors âgé de 28 ans, déménage au 139 Old Church Street, Chelsea, Londres. Le 1er octobre 1910, il épouse Prudence Stutchbury (1882–1976), la fille d'Edward Stutchbury du Geological Survey of India. Elle est architecte d'intérieur et plus tard directrice de Heal's. Ils ont un fils qui est mort en 1968.
Pendant la Première Guerre mondiale, Maufe sert dans la Royal Naval Volunteer Reserve, avant de rejoindre l'armée en 1917 avec Dick Sheppard, qui lui sert de garant. Maufe s'enrôle dans la Royal Garrison Artillery le 9 janvier 1917, est nommé lieutenant d'état-major en avril et combat à Salonique. Il est libéré le 26 février 1919. Déjà membre associé depuis 1910, Maufe est élu membre du Royal Institute of British Architects (RIBA) en 1920.
En 1940, Maufe commande son portrait, qui est maintenant conservé au RIBA. Le tableau le montre devant son dessin gagnant pour la cathédrale de Guildford.
Un autre portrait à l'huile de lui par John Laviers Wheatley (1892-1955) est exposé en 1956 et fait partie de la collection primaire de la National Portrait Gallery de Londres.

## Architecture
La première commande importante de Maufe après avoir établi sa propre pratique est en 1912, la conception de Kelling Hall, Norfolk, pour Henry Deterding. Le bâtiment montre les premiers liens de Maufe avec le mouvement arts and crafts en raison de son plan papillon, de ses murs en silex taillé et d'un toit en tuiles grises et à pignons. Avant-guerre, il travaille à la décoration de St Martin-in-the-Fields, aux chapelles et aux modifications de l'église All Saints, Southampton (détruite lors du Southampton Blitz en 1940), et la restauration à St John's, Hackney, qui le fait remarquer dans les cercles ecclésiastiques.
Kelling Hall est le premier grand projet de Maufe. Avant cela, en 1909, il est chargé par Marie Studholme (l'Edwardian Music Hall Star) de concevoir une maison de week-end sur les rives de la Tamise à Laleham, Middlesex. La maison, connue sous le nom de The Barn, est fortement influencée par Homewood d'Edwin Lutyens (1901), en particulier le toit à triple pignon, un dispositif qu'il a également utilisé à Kelling Hall.
Ses propositions de 1924 pour le palais de l'industrie à l'exposition de l'Empire britannique à Wembley attirent l'attention bien qu'une conception alternative ait été réalisée. Maufe est médaillé d'argent à l'Exposition de Paris en 1925, ce qui lui vaut une grande variété de commandes. L'église de St Bede Clapham (1922) et St Saviour's in Acton (1924), sont construites pour l'Association royale d'aide aux sourds et muets. Cette dernière église affiche une structure simple et ressemble à l'architecture suédoise contemporaine. St Saviour's est vaguement basée sur un plan d'Ivar Tengbom de l'Église de Högalid à Stockholm, que Maufe a décrite comme étant le bâtiment suédois moderne le plus satisfaisant qu'il ait vu. Au cours de cette période, Maufe est un soutien constant de l'architecture suédoise moderne et s'exprime souvent sur ce thème dans la presse architecturale, citant ses propres bâtiments comme ayant des élévations simplifiées, des plafonds peints et des sculptures appliquées, similaires à celles trouvées en Suède. Maufe estime que l'architecture suédoise a une fraîcheur combinée sans rompre évidemment avec la tradition.
En 1932, Maufe remporte un concours pour la conception de la cathédrale de Guildford, arrivant premier parmi 183 candidatures avec un design gothique en béton revêtu de brique. Au moment où le bâtiment est inauguré en 1961, il semblait encore plus anachronique. L'extérieur de la cathédrale, notamment la nef et les bas-côtés, ainsi que l'utilisation de l'espace par Maufe, lui valent l'admiration générale de ses collègues architectes. En conséquence, il est décrit comme un concepteur d'églises par conviction, car il tente de produire des bâtiments d'une simplicité austère visant directement à la création d'une atmosphère religieuse. A Guildford, il veut produire un design de l'époque, tout en restant dans la lignée des grandes cathédrales anglaises déjà implantées au Royaume-Uni.
En 1936, George VI charge Maufe de procéder à diverses modifications de la chapelle royale à Windsor Great Park. La petite chapelle privée se dresse dans l'enceinte du Royal Lodge qui est la résidence de la reine mère. Maufe conçoit un nouveau plafond pour le chœur et un banc royal, de nouvelles stalles de chœur et un boîtier pour un nouvel orgue. En 1944, il reçoit la médaille d'or royale d'architecture.

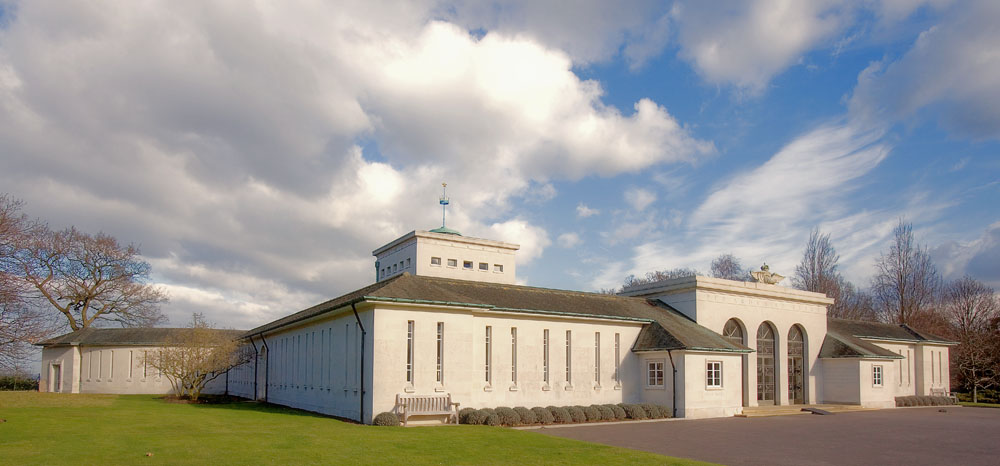
L'extérieur de l'Air Forces Memorial à Egham, Surrey

À partir de 1943, Maufe est l'architecte principal britannique de l'Imperial War Graves Commission, avant de devenir architecte en chef et conseiller artistique jusqu'en 1969. Parmi ses conceptions de mémorial de guerre figurent celles de Tower Hill, qui est une extension du mémorial déjà établi par Edwin Lutyens et du mémorial des forces aériennes à Cooper's Hill surplombant Runnymede (1950–53). Le travail domestique de Maufe a une modernité élégante, en contraste direct avec le nouveau fonctionnalisme. Maufe écrit et donne des conférences sur l'architecture, principalement sur l'ameublement de la maison et sur l'architecture contemporaine. Ses créations sont considérées par les architectes d'intérieur comme modernes et élégantes, avec des équipements intégrés et des couleurs pastel, en particulier le rose, le mauve et le crème, contrastant avec les meubles et les miroirs laqués d'argent. L'un de ses projets de maison est Yaffle Hill, Broadstone, Dorset, construit en 1929 pour Cyril Carter de Poole Pottery. Il travaille aussi à une extension à Baylins, Beaconsfield en 1927, pour Ambrose Heal, à l'atelier de Gluck à Bolton Hill, Hampstead (1932) et à la chapelle pour les services religieux à Broadcasting House (1931). Il conçoit également plusieurs succursales bancaires pour Lloyds Bank, dont 50 Notting Hill Gate, Londres en 1930.
Il construit aussi le Festival Theatre à Cambridge, St Thomas the Apostle à Hanwell, Londres et l'Oxford Playhouse et l'église St Columba (Pont Street, Londres). Il conçoit des bâtiments pour Trinity et St John's College, Cambridge, Balliol et St John's College, Oxford (dont il est nommé membre honoraire en 1943). Maufe est ensuite chargé de reconcevoir le Middle Temple, Inner Temple et Gray's Inn, endommagés par la guerre, ce qui en fait un maître honoraire du banc en 1951.
Maufe prend sa retraite en 1964 à Shepherd's Hill, Buxted, Sussex de l'Est, qu'il a restauré comme résidence secondaire à la fin des années 1920. Il est décédé à l'âge de 92 ans le jour de son anniversaire, le 12 décembre 1974, à l'hôpital voisin d'Uckfield. Ses dessins d'architecture et sa correspondance sont déposés au RIBA à sa mort.